# Carapus acus
La rubioca (Carapus acus) es una especie de pez marino actinopterigio.

## Morfología
La longitud máxima descrita es de 20,8 cm. La aleta dorsal es larga con unos 38 radios blandos, cuerpo anguiliforme moderadamente deprimido, vejiga natatoria formando dos cámaras, carece de dientes largos. Posee un maxilar suelto con la mandíbula móvil.

## Distribución y hábitat
Es una especie marina de aguas subtropicales, de comportamiento demersal y no migrador, que habita en un rango de profundidad entre 1 y 150 metros. Se distribuye por la costa este del océano Atlántico, probablemente hasta el sur en la isla Ascensión, así como por el mar Mediterráneo, siendo una especie común en todo su área de distribución.

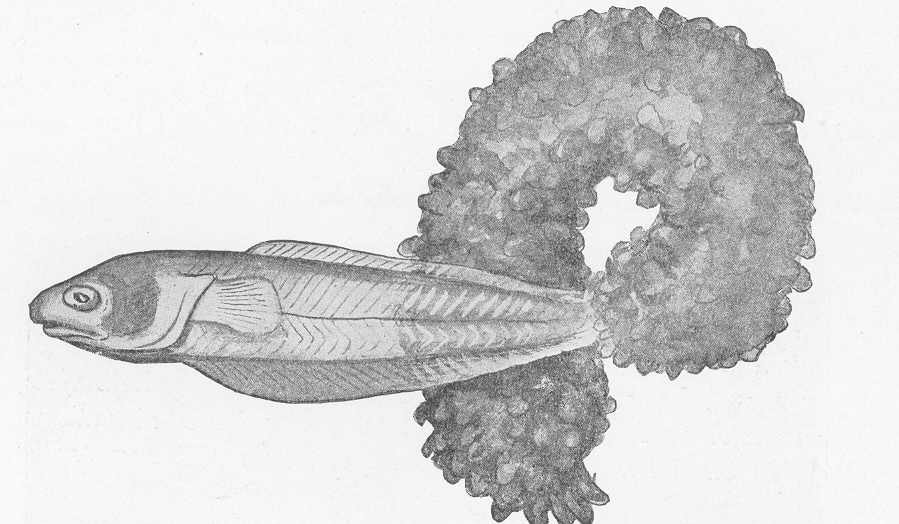
En su hospedador.

## Biología
Los adultos viven típicamente como comensales en el interior del intestino de las holoturias de aguas poco profundas, como Holothuria tubulosa y Parastichopus regalis, aunque existen algunos registros de que también ocurre en aguas profundas.
La larva prejuvenil posiblemente también habita en los mismos hospedadores, mientras que las larvas más jóvenes y los huevos son planctónicos. El pez puede abandonar parcial o enteramente a su hospedador durante la noche para alimentarse cazando pequeños peces o invertebrados bentónicos.